# Aéroport régional d'Asheville
Pour les articles homonymes, voir AVL.
L'aéroport régional d'Asheville (code IATA : AVL • code OACI : KAVL) est un aéroport situé près d'Asheville en Caroline du Nord.
En 2016, 826 648 passagers ont transité par l'aéroport.

## Localisation
| \| 50 km1:11 286 000 \| Jacksonville Asheville Charlotte New Bern Fayetteville Greensboro Greenville Raleigh · Durham Wilmington |
| 50 km1:11 286 000 |

## Statistiques
Pour des raisons techniques, il est temporairement impossible d'afficher le graphique qui aurait dû être présenté ici.

Voir la requête brute et les sources sur Wikidata.